# NK Branik Maribor
Branik Maribor (słoweń. NK Branik Maribor) – słoweński klub piłkarski, mający siedzibę w mieście Maribor, na północnym wschodzie kraju, działający w latach 1945–1960 i 1961–1988.

## Historia
Chronologia nazw:
- 19.07.1945: FD Maribor (słoweń. Fizkulturno društvo "Maribor")
- 27.09.1946: FD Polet (słoweń. Fizkulturno društvo "Polet")
- 30.08.1947: SFD Polet (słoweń. Sindikalno fizkulturno društvo "Polet")
- 20.09.1948: SŠD Polet (słoweń. Sindikalno športno društvo "Polet")
- 29.01.1949: NK Branik (słoweń. Nogometni klub "Branik")
- 1960: klub rozwiązano

Klub piłkarski FD Maribor został założony w Mariborze 19 lipca 1945 roku jako sekcja piłkarska Towarzystwa Kultury Fizycznej "Maribor" (FD Maribor), jako następca przedwojennego I. SSK Maribor (przedwojenny trzykrotny mistrz Słowenii lub subfederacji Lublany). 27 września 1946 roku towarzystwo (a tym samym klub piłkarski) zostało przemianowane na FD Polet, 30 sierpnia 1947 na FD Polet, a 20 września 1948 roku na SŠD Polet. Każdy klub w ramach towarzystwa miał własne kierownictwo.
Pod koniec 1948 roku zrodził się pomysł powołania Towarzystwa "Branik". Najpierw 29 stycznia 1949 roku został założony przez drużynę piłkarską SŠD „Polet” klub piłkarski NK Branik, prezesem którego został Franc Simonič. Na sesji, która odbyła się 27 stycznia 1951 roku klub piłkarski i SŠD "Polet" połączyły się w Mariborskie Towarzystwo Sportowe "Branik" (słoweń. MŠD "Branik" - Mariborsko Športno Društvo "Branik"), z większością aren sportowych w lokalizacji "Ljudski vrt", gdzie w 1952 roku wybudowano stadion o tej samej nazwie.
W 1946 zespół wygrał Prvenstvo Mariborskog okružja (D3). W sezonie 1946/47 sezon debiutował w 2. Saveznej lidze, zajmując 7.miejsce, tuż za szóstką drużyna, która awansowała do dalszych kwalifikacji. W następnym sezonie 1947/48 po reformie systemu lig startował w rozgrywkach Slovenskiej republiškiej nogometnej ligi (D3), zajmując piąte miejsce. W 1951 zdobył wicemistrzostwo Słoweńskiej ligi republikańskiej, która po kolejnej reformie w 1952 została promowana do drugiego poziomu. W sezonie 1952/53 występował w Hrvatsko-slovenskiej lidze (D2). W następnym sezonie 1953/54 po kwalifikacjach w grupie zachodniej (3.miejsce) awansował do 2.saveznej ligi. Potem jeszcze w sezonach 1955/56 i 1957/58 występował w Prvej zonie 2. ligi.
W sezonie 1959/60 zespół ponownie został mistrzem Slovenskiej zony (D2) i grał potem w eliminacjach do 2.saveznej ligi. NK Karlovac wygrał pierwszy mecz z wynikiem 2:0. W przededniu meczu rewanżowego w Mariborze większość zawodników i personelu "Karlovca" zachorowała na zatrucie pokarmowe w hotelu Maribor. Chociaż nie udowodniono żadnej winy, NK Branik został zdyskwalifikowany i rozwiązany 11 sierpnia 1960 roku decyzją Jugosłowiańskiego Związku Piłki Nożnej. 
W grudniu 1960 roku powstało NK Maribor, do którego dołączyli najlepsi zawodnicy Branika i Železničara (który wówczas był liderem Slovenskiej zony) i zajął miejsce Železničara w lidze i ostatecznie został mistrzem.
W MŠD "Branik" powstał nowy klub piłkarski NK Branik, który od sezonu 1960/61 startował w lidze Mariborskog podsaveza. W sezonie 1964/65 zespół powrócił do Słoweńskiej ligi republikańskiej (D3), gdzie grał z przerwami do sezonu 1971/72, a klub został rozwiązany w połowie lat 70. XX wieku.
NK Maribor, który stał się wiodącym słoweńskim klubem, stał się częścią MŠD "Branik" w 1988 roku, do którego dołączył również NK Branik i przez pewien czas (do 1996) występował pod nazwą Maribor Branik oraz został oficjalnie zarejestrowany jako Nogometni klub "Maribor Branik".

## Barwy klubowe, strój, herb, hymn
|  |  |

Klub ma barwy biało-czarne. Piłkarze domowe spotkania zazwyczaj grają w pasiastych pionowo czarno-białych koszulkach, czarnych spodenkach oraz czarnych getrach.

## Sukcesy

### Trofea międzynarodowe
Do chwili obecnej klub jeszcze nigdy nie zakwalifikował się do rozgrywek europejskich.

### Trofea krajowe
| \| \| Zdobyte trofea w rozgrywkach Jugosławii (stan na: 31-05-1992) \| |                                                               |      |                      |
| Rozgrywki                                                              | Osiągnięcie                                                   | Razy | Sezon(y)             |
| Mistrzostwo                                                            | I miejsce                                                     | 0    |                      |
| Mistrzostwo                                                            | II miejsce                                                    | 0    |                      |
| Mistrzostwo                                                            | III miejsce                                                   | 0    |                      |
| Puchar                                                                 | zdobywca                                                      | 0    |                      |
| Puchar                                                                 | finalista                                                     | 0    |                      |
| Puchar                                                                 | 1/16 finału                                                   | 1    | 1959/60              |
| II liga                                                                | I miejsce                                                     | 0    |                      |
| II liga                                                                | II miejsce                                                    | 1    | 1952 (Slovenska RNL) |
| II liga                                                                | III miejsce                                                   | 0    |                      |
|                                                                        | Zdobyte trofea w rozgrywkach Jugosławii (stan na: 31-05-1992) |      |                      |

- Slovenska republiška liga: (III-IV)
  - mistrz (2): 1958/59, 1959/60
  - wicemistrz (1): 1951
  - 3.miejsce (2): 1948/49, 1950

- Zonska liga Maribor-Varaždin-Celje: (III)
  - mistrz (1): 1956/57

- Prvenstvo Mariborskog okružja: (III)
  - mistrz (1): 1946

- Slovenska regionalna liga - Istok: (IV)
  - mistrz (1): 1969/70
  - wicemistrz (2): 1974/75, 1975/76

- Puchar Ludowej Republiki Słowenii:
  - zdobywca (1): 1959
  - finalista (1): 1953

## Poszczególne sezony

### Rozgrywki międzynarodowe

#### Europejskie puchary
Nie uczestniczył w rozgrywkach europejskich.

### Rozgrywki krajowe
| \| \| Bilans występów klubu w rozgrywkach piłkarskich Jugosławii (Stan na 31 maja 1992 r.) \| | |        |       |   |   |   |    |    |     |                                                                          |        |        |      |
| Poziom                                                                                        | Rozgrywki                                                                                                 | Sezony | Mecze | Z | R | P | B+ | B– | Pkt | Lata                                                                     | Awanse | Spadki | Naj. |
| I                                                                                             | 1.savezna liga                                                                                            | 0      |       |   |   |   |    |    |     |                                                                          | 0      | 0      |      |
| II                                                                                            | Slovenska republiška liga / Hrvatsko-slovenska liga / 2.savezna liga /                                    | 6      |       |   |   |   |    |    |     | 1946/47, 1952–1954, 1955/56, 1957/58                                     | 0      | 0      | 2    |
| III                                                                                           | Slovenska republiška liga / Hrvatsko-slovenska liga / Zonska liga Maribor-Varaždin-Celje / Slovenska zona | 13     |       |   |   |   |    |    |     | 1946, 1947–1949, 1951, 1954/55, 1956/57, 1958–1960, 1964–1967, 1970–1972 | 4      | 4      | 1    |
| IV                                                                                            | Slovenska regionalna liga - Istok                                                                         | 13+    |       |   |   |   |    |    |     | 1950, 1961–1964, 1967–1970, 1972–197?                                    | 3      | 0      | 1    |
|                                                                                               | Puchar Jugosławii                                                                                         | 3      |       |   |   |   |    |    |     | 1948–1950, 1959/60                                                       | 0      | 0      | 1/16 |
|                                                                                               | Bilans występów klubu w rozgrywkach piłkarskich Jugosławii (Stan na 31 maja 1992 r.)                      |        |       |   |   |   |    |    |     |                                                                          |        |        |      |

## Struktura klubu

### Stadion
Klub piłkarski rozgrywał swoje mecze domowe na stadionie Ljudski vrt w Mariborze, który może pomieścić 12.702 widzów.

## Kibice i rywalizacja z innymi klubami

### Derby
- Železničar Maribor